# Большая Турма
Большая Турма (тат. Олы Тормы) — село в Тетюшском районе Татарстана. Административный центр Большетурминского сельского поселения.

## География
Находится в Предволжье на речке Турма, в 21 км к северо-западу от районного центра — города Тетюши. Высота над уровнем моря — 120 м.

### Климат
Климат в селе умеренно-континентальный, Dfb по классификации Кёппена. Средняя температура воздуха — 5,0 °C, среднегодовое количество осадков — 632 мм.

## История
Известно с периода Казанского ханства. 
В XVIII — первой половине XIX века жители относились к сословию государственных крестьян. Занимались земледелием (в начале XX века земельный надел сельской общины составлял 1778,1 десятин), разведением скота. 
В «Списке населенных мест по сведениям 1859 года», изданном в 1866 году, населённый пункт упомянут как казённая деревня Кочька (Большая Турма) 1-го стана Тетюшского уезда Казанской губернии. Располагалась при речке Туме, на торговом тракте из Тетюш в Свияжск, в 16 верстах от уездного города Тетюши и в 25 верстах от становой квартиры в казённом селе Новотроицкое (Сюкеево). В деревне в 134 дворах жили 832 человека (374 мужчины и 458 женщин). Была мечеть.
По сведениям переписи 1897 года, в деревне Большая Турма Тетюшского уезда Казанской губернии жили 1097 человек (552 мужчины и 545 женщин), все мусульмане.
В начале XX века были 2 мечети, 2 медресе, 3 ветряные мельницы, 3 крупообдирки, 6 мелочных лавок.
До 1920 года село входило в Больше-Шемякинскую волость Тетюшского уезда Казанской губернии. С 1920 года в составе Тетюшского, с 1927 — Буинского кантонов ТАССР. С 10.08.1930 года в Тетюшском районе.

## Население
| 1782 | 1859 | 1897 | 1908 | 1920 | 1926 | 1938 | 1949 | 1958 | 1970 | 1979 | 1989 | 2000 |
| ---- | ---- | ---- | ---- | ---- | ---- | ---- | ---- | ---- | ---- | ---- | ---- | ---- |
| 207  | 832  | 1097 | 1502 | 1305 | 808  | 772  | 570  | 521  | 551  | 517  | 392  | 423  |

Национальный состав села — татары.

## Экономика
Полеводство, скотоводство.

## Инфраструктура
Начальная школа, клуб, детский сад, фельдшерско-акушерский пункт, почтовое отделение № 422372, филиал Сбербанка. В селе 3 улицы. Через село проходят автомобильные дороги регионального значения "Большая Турма - Малая Турма" и "Апастово - Тетюши". Есть остановка общественного транспорта.